# Kleven, Småland
Kleven är en sjö i Högsby kommun och Nybro kommun i Småland och ingår i Alsteråns huvudavrinningsområde. Sjön är 13,9 meter djup, har en yta på 0,288 kvadratkilometer och är belägen 108,3 meter över havet. Sjön avvattnas av vattendraget Badebodaån. Vid provfiske har bland annat abborre, braxen, gärs och gädda fångats i sjön.

## Delavrinningsområde
Kleven ingår i det delavrinningsområde (632833-150560) som SMHI kallar för Inloppet i Bjärssjön. Medelhöjden är 130 meter över havet och ytan är 28,74 kvadratkilometer. Räknas de 8 avrinningsområdena uppströms in blir den ackumulerade arean 335,54 kvadratkilometer. Badebodaån som avvattnar avrinningsområdet har biflödesordning 2, vilket innebär att vattnet flödar genom totalt 2 vattendrag innan det når havet efter 57 kilometer. Avrinningsområdet består mestadels av skog (89 procent). Avrinningsområdet har 1,26 kvadratkilometer vattenytor vilket ger det en sjöprocent på 4,4 procent.

## Fisk
Vid provfiske har följande fisk fångats i sjön:
- Abborre
- Braxen
- Gärs
- Gädda
- Löja
- Mört
- Regnbåge